# شاكر السيد
الشيخ شاكر السيد (ولد بالقاهرة سنة 1951) هو رجل دين مصري أمريكي، وهو إمام مسجد دار الهجرة في مدينة فولز تشيرش بولاية فيرجينيا منذ الأول من يونيو 2005. حصل على دراسات عليا في الإدارة التعليمية وعلم النفس من جامعة هيوستن، وأنجز ترجمة لمعاني القرآن الكريم إلى اللغة الإنجليزية. كانت له آراء مثيرة للجدل بشأن اغتيال مائير كاهانا على يد السيد نصير، إذ رأى أن كاهانا هو الذي جرّ عليه نفسه ما حدث.